# Jérôme Valcke

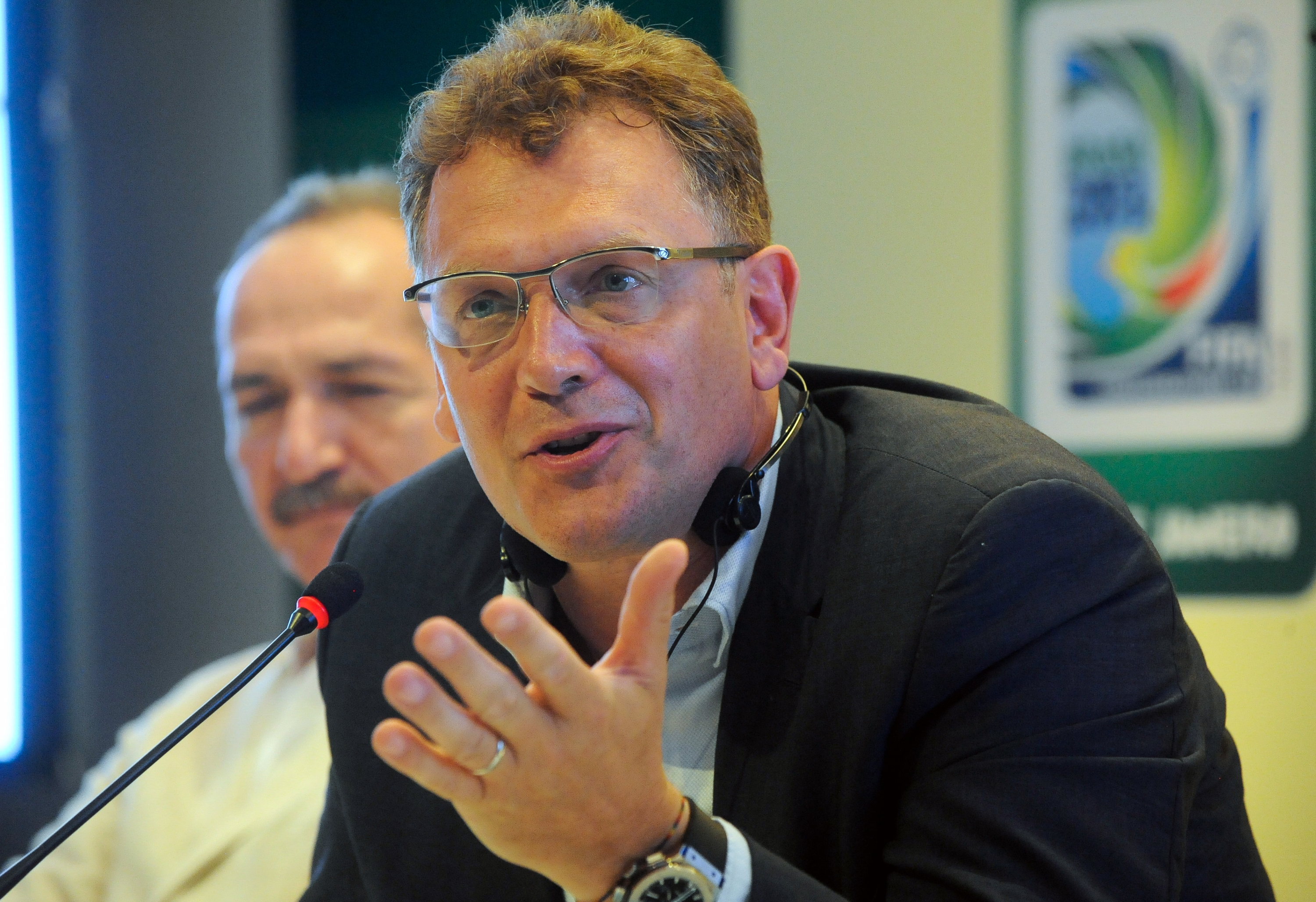
Jérôme Valcke (2013)

Jérôme Valcke (* 6. Oktober 1960 in Paris) ist ein französischer Manager und war vom 27. Juni 2007 bis zum 13. Januar 2016 Generalsekretär des Internationalen Weltfußballverbandes (FIFA) in Zürich. Im September 2015 wurde er von der FIFA von seinen Aufgaben entbunden. Am 13. Januar 2016 wurde er von der FIFA als Generalsekretär fristlos entlassen.

## Tätigkeiten

### Sportjournalist bei Canal+
Valcke war ab 1984 beim französischen Fernsehunternehmen Canal+ als Journalist tätig. Von 1991 bis 1997 bekleidete er den Posten des stellvertretenden Sportchefs. Er übernahm 1997 die Position des Chief Executive Officer (CEO) des Sportsenders Sport+, die er bis 2002 innehatte. 

### ISL und Sportfive
Im April 2001 vertrat er das Mutterhaus von Canal +, den Medienkonzern Vivendi, bei der Buchprüfung der bereits insolventen International Sport and Leisure (ISL), der damals wichtigste Geschäftspartner der FIFA. Von 2002 bis 2003 arbeitete Valcke bei der Sportrechteagentur Sportfive an deren Hauptsitz in Genf als Chief Operating Officer (COO). 

### FIFA-Marketingdirektor und Entlassung nach Gerichtsurteil
Im Sommer 2003 wechselte Valcke zum Internationalen Weltfußballverband (FIFA) und übernahm den Posten des Direktors Marketing & TV. Im Dezember 2006 trennte sich die FIFA mit sofortiger Wirkung von ihm. Ein New Yorker Gericht hatte ihn für schuldig befunden, in seiner Funktion als Marketing-Direktor ab Sommer 2004 trotz des bestehenden Vertrages der FIFA mit dem langjährigen Partner Mastercard Sponsorenverhandlungen mit dem Konkurrenten Visa geführt und das Erstverhandlungsrecht von Mastercard verletzt zu haben. Die FIFA wurde daraufhin zu Strafzahlungen in Höhe von 90 Millionen US-Dollar verurteilt.

### FIFA-Generalsekretär
Auf der Sitzung des FIFA-Exekutivkomitees vom 27. Juni 2007 unter dem Vorsitz von Präsident Sepp Blatter wurde Valcke nach nur einem halben Jahr als neuer FIFA-Generalsekretär vorgestellt und zum Nachfolger des am 11. Juni 2007 zurückgetretenen Urs Linsi gewählt. Valcke wurde der erste Generalsekretär der FIFA seit 1956, der nicht aus der Schweiz stammte. 
Seine Wahl überraschte die Öffentlichkeit, da sich die FIFA im Vorjahr wegen des Desasters mit den beiden US-Kreditkartenkonzernen von ihm getrennt hatte. FIFA-Präsident Blatter äußerte sich zur Wiedereinstellung wie folgt: „Starke Leute holt man zurück. Als er vor viereinhalb Jahren seine Tätigkeit als Direktor Marketing und TV in der FIFA aufnahm, steckten wir in roten Zahlen. Jetzt verfügen wir über ein Vermögen von 752 Millionen Schweizer Franken. Und Urs Linsi verliess uns freiwillig.“ Laut Blatter sei Valcke im Dezember freigestellt und nicht entlassen worden. Valcke reagierte auf seine Wahl mit folgender Aussage: „Es ist wie ein Traum für mich.“
Am 17. September 2015 hat die FIFA Valcke „mit sofortiger Wirkung bis auf Weiteres von all seinen Aufgaben entbunden“. Als Grund gab diese an, der Verband habe von einer Reihe von Vorwürfen Kenntnis erhalten, die Valcke beträfen. Daher sei eine „formelle Untersuchung durch die Fifa-Ethikkommission“ in Auftrag gegeben worden. Am 8. Oktober suspendierte die FIFA-Ethikkommission Valcke für 90 Tage von allen mit Fußball verbundenen Tätigkeiten. Valcke wurde vorgeworfen im Rahmen des Handels mit VIP-Ticketpaketen am offiziellen Tickethändler der FIFA Match AG vorbei der Agentur JB Sports Marketing AG jeweils 8.700 Tickets für die Weltmeisterschaften 2010, 2014, 2018 und 2022 zugesichert zu haben. Dafür soll ihm die Hälfte des Erlöses zugesichert worden sein. Valcke bestreitet diese Vorwürfe. Des Weiteren soll er nach Angaben der US-Justizbehörden 10 Millionen US-Dollar im Rahmen der Vergabe der Weltmeisterschaft 2010 aus Südafrika an die Fußballverbände CONCACAF und CFU weitergeleitet haben. Vor Zeugen soll er ebenso noch vor der Vergabe der Weltmeisterschaft 2022 an Katar gesagt haben, dass das Land das Turnier erhalten werde. Am 6. Januar 2016 eröffnete die FIFA-Ethikkommission ein formelles Verfahren gegen Valcke, das zu dessen sofortiger Entlassung durch die Dringlichkeitskommission am 13. Januar 2016 führte. Im Rahmen dieses Verfahrens war seine Sperre von allen Fußballtätigkeiten bereits um 45 Tage verlängert worden. Eine beim Internationalen Sportgerichtshof (CAS) eingereichte Berufung gegen die von der FIFA 2016 ausgesprochene Sperre und einer Geldstrafe in Höhe von 100.000 Schweizer Franken (88.700 Euro), lehnte der CAS ab und dokumentierte das Fehlverhalten von Valcke in einer 76-seitigen Urteilsbegründung. So hatte Valcke nicht nur einen Schwarzmarkt-Ticketdeal vor der Fußball-Weltmeisterschaft 2014 in Brasilien mitorganisiert, sondern auch Extrakosten von 11,7 Millionen US-Dollar (9,95 Millionen Euro) für Privatflüge und Luxusreisen auf Kosten des Fußball-Weltverbandes verursacht und seinem Sohn durch Insiderwissen zu einem Vertrag mit WM-Bezug in Höhe von rund 600.000 Euro verholfen. Die Schweizer Justiz ermittelt unabhängig vom Urteil der CAS-Richter weiter gegen Jérôme Valcke. Im Mai 2019 wurde bekannt, dass Valcke mit einer Klage gegen seine von der FIFA verhängte Sperre bis 2025 vor dem Schweizer Bundesgericht gescheitert ist.
Im September 2020 musste sich Valcke erstmals vor dem Bundesstrafgericht in Bellinzona für Entscheidungen bei der Vergabe von TV-Rechten für die Fußball-Weltmeisterschaften 2026 sowie 2030 verantworten.

## Privat
Valcke ist verheiratet und Vater von zwei Kindern. Neben seiner Muttersprache Französisch spricht er Englisch, Deutsch und Spanisch. Er lebt in Wollerau in der Schweiz.